# ایوان رویز
ایوان رویز (انگلیسی: Iván Ruiz؛ زادهٔ ۲۶ مارس ۱۹۷۷) یک بازیکن والیبال اهل کوبا است.